# Stadła (Jasienica)
Stadła – część wsi Jasienica w Polsce, położona w województwie świętokrzyskim, w powiecie sandomierskim, w gminie Łoniów. Nie posiada sołtysa, należy do sołectwa Jasienica.
W latach 1975–1998 Stadła administracyjnie należały do województwa tarnobrzeskiego.